# Jacques Monsieur
Jacques Monsieur (Bélgica, 1953/1954) é um traficante de armas belga, sendo considerado um dos maiores traficantes a nível mundial. Na noite de 15 de agosto de 2019 foi detido em Évora, em Portugal.

## Carreira criminosa
Monsieur foi sempre colaborador próximo do Irão, tendo estado envolvido no Irangate, fornecendo armas a Teerão, nos anos 1980, durante a guerra contra o Iraque.
Em 2010, Monsieur foi condenado a 23 meses de prisão por tentar vender peças de aviões de combate ao Iraque.
Em 2017, foi condenado a três de prisão por entre 2006 e 2009 ter traficado armas automáticas, munições, tanques, helicópteros, aviões e outros materiais militares para países que estavam em guerra.
Em Outubro de 2018, foi condenado a quatro anos de prisão, por crimes de tráfico ilegal de armas para a Líbia, Chade, Paquistão e Irão, assim como a participação numa organização criminosa, condenando  Monsieur a pagar uma multa de um milhão e duzentos mil euros. Segundo o canal de televisão belga VTM, Jacques Monsieur esteve envolvido em todos os conflitos armados dos últimos 35 anos.

## Captura
Desde a sua condenação que Monsieur se encontrava em fuga, tendo vendido, em março de 2019,  a fazenda de que era proprietário, em França, pedindo a um criador francês que o ajudasse a trazer nove cavalos para o país, nunca chegando a pagar o custo do transporte, 2500 euros. Esta dívida acabou por fornecer uma pista crucial para que o traficante fosse encontrado numa casa de campo com estábulos, na Herdade do Zambujal, em Évora.
A 16 de agosto de 2019, a Polícia Federal da Bélgica anunciou a sua detenção na noite de 15 de agosto, naquela propriedade. O Tribunal da Relação de Évora decidiu que Monsieur ficará em prisão preventiva até que seja extraditado.